# 情報コミュニケーション学部
情報コミュニケーション学部（じょうほうコミュニケーションがくぶ）は、情報コミュニケーションを中心とする教育研究が行われる学部である。現在、明治大学のみに置かれている。
情報コミュニケーション学部は、社会を「情報」と「コミュニケーション」という2つのキーワードを基本にして考察しようとすることなどをねらいとしている。
ただし、いわゆる情報コミュニケーション学は、学問として日が浅く、研究者や組織により、そのとらえられ方は大きく異なり、人によっては情報コミュニケーションをつなげて1つのキーワードとして考えられてもいる。

## 各大学における概況
明治大学においては、明治大学短期大学の流れを引き継ぎ、2004年4月に開設された。情報コミュニケーション学科のみの1学部1学科構成であるが、2年次以降は「社会システムと公共性」、「組織とコミュニティ」、「多文化と国際協調」、「メディアと環境」のいずれかで学ぶコース制を採用している。
ゼミナール教育に力を入れており、1年次から少人数による教育を実施している。また、ゼミナールは多種多様な学問分野からなる。
筑波学院大学においては、2005年度に開設された。情報メディア学科と国際交流学科から学部が構成され、明治大学の情報コミュニケーション学部とは、多少趣旨が異なっていた。2010年4月より経営情報学部に改組し、消滅した。

## 情報コミュニケーション学部におかれる学科
- 情報コミュニケーション学科
学部を単一の学科に編制する場合におかれる。
- 情報メディア学科
主に情報メディアを中心とする情報コミュニケーションについて専攻する学科である。
- 国際交流学科
主に国際交流を中心とする情報コミュニケーションについて専攻する学科である。

## 情報コミュニケーション学部をおく大学
- 明治大学情報コミュニケーション学部・大学院情報コミュニケーション研究科（2004年開設）
- 筑波学院大学（2005年開設、2010年廃止）

## 教養学部との違い
情報コミュニケーション学部は、その学問的領域や学際的性質から教養学部と混同されることがあるが、一般にいって教養学部はリベラル・アーツや文理融合を柱としていることが多いのに対し、情報コミュニケーション学部は主として社会科学的視座からのアプローチをねらいとしている。また、その方向性が強く現代社会において新出した諸問題へ向けられていることから教養学部とは異なるといえるが、明治大学では学外向けに設置した生涯学習施設である「リバティアカデミー」との接点は多いとみられ、現在のアカデミー長の須田努は情報コミュニケーション学部に所属している。
しかし、明治大学でも『情報コミュニケーション学部は、社会、人文、自然の諸科学を超える新しい学問領域』と位置づけている。また、『新たな学問領域を開拓しようとする意欲と精神』の先駆として、『ジェンダー研究という新しい学問分野を切り開き発展させていく』としており、情報コミュニケーション学部に「ジェンダー・センター」を設置している。『男女の性差による差別を解消し、ジェンダーやセクシュアリティにとらわれない公正な社会実現のための双方向コミュニケーションのあり方を追求することは、情報コミュニケーション学の重要な課題』だとする。